# Postflagga
Postflagga är en särskild flagga använd på postförande fartyg för att visa att de är just sådana.
I Sverige infördes 1844 en postflagga bestående av en unionsflagga med postens emblem av ett posthorn krönt av en kunglig krona i ett vitt fält. Den ersattes enligt kungörelse 29 november 1906 från 1908 av ett poststandert i mellanblå färg med ett gult postemblem, posthorn under kunglig krona.